# Ökoregion Kaindorf
Koordinaten: 47° 14′ N, 15° 55′ O
Die Ökoregion Kaindorf umfasst seit 2015 die drei Gemeinden Ebersdorf, Hartl, und Kaindorf im oststeirischen Bezirk Hartberg-Fürstenfeld. Sie ist auf einem Verein und einer GmbH als Trägerorganisation aufgebaut, und ist als Gemeindeverband auch Regionext-Kleinregionen der Steiermark.

## Lage und Landschaft
Die Ökoregion Kaindorf liegt im Osten der Steiermark, unweit der burgenländischen Grenze, am Fuß der Randgebirge östlich der Mur zum Alpenvorland im Südosten, genauer am Übergang des Jogllands zum Oststeirischen Riedelland. Es gehört zur Region Oststeiermark.
Nachbarregionen
AGENDA-21- und Regionext-Kleinregionen

## Die Ziele
| Kaindorf |           |
| Hartl    | Ebersdorf |

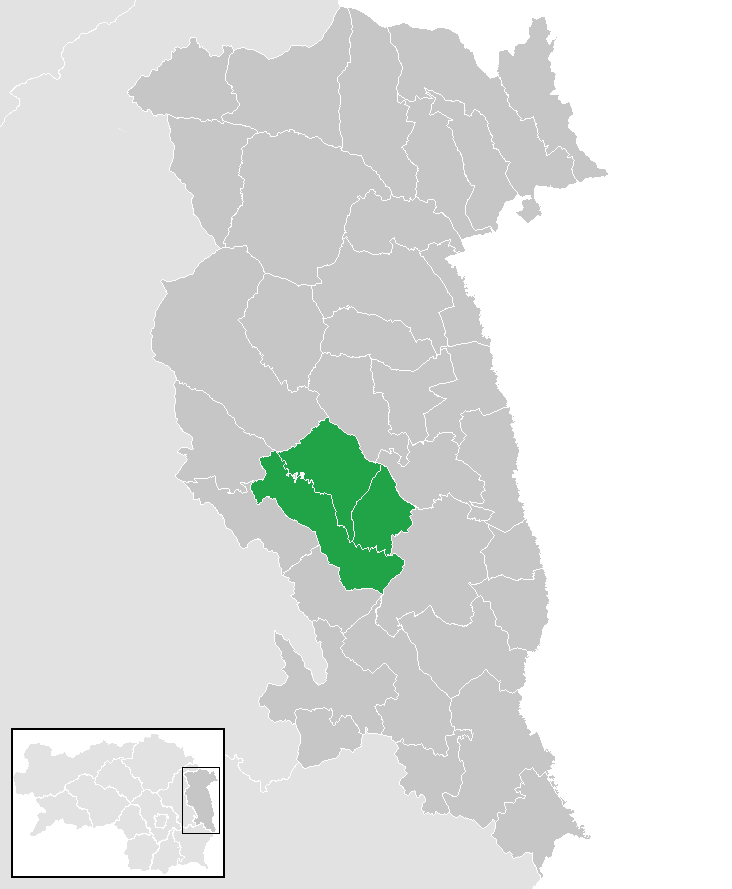

Die Ökoregion Kaindorf wird in dem im April 2007 gegründeten gemeinnützigen Verein Ökoregion Kaindorf vertreten.
Es ist eine Non-Profit-Organisation, die sich eine drastische Reduktion des CO2-Ausstoßes sowie die Umstellung auf alternative Energien und die Bewusstseinsbildung der Bevölkerung zum Ziel gesetzt hat. Angestrebt wird die CO2-Neutralität im Bereich der sechs Gemeinden bis zum Jahr 2020.
Die Ökoregion wurde von engagierten Bürgern der Gemeinden ins Leben gerufen. Sie wird als Modellregion im Rahmen der Initiative Lokale Agenda 21 (Regionalplanung der Agenda 21, dem Klimaschutzprogramm der Vereinten Nationen) von der Landesregierung Steiermark unterstützt. Mit der Umsetzung der Lokalen Agenda 21 auf Vereinsebene hat die Organisation in Österreich eine Vorreiterrolle und wurde auch im Rahmen der Aktion Klima:aktiv des Lebensministeriums ausgezeichnet.
Der Verein dient als Netzwerk für alle Aktivitäten und koordiniert die Zusammenarbeit zwischen den Gemeinden, den Wirtschaftstreibenden, den Arbeitsgruppen und der Bevölkerung. Der Vereinsvorstand besteht aus Vertretern aller sechs Gemeinden, im erweiterten Vorstand sitzen die sechs Bürgermeister, alle Gruppenleiter, sowie Vertreter der Wirtschaft und der Bevölkerung.
Seit 6. Juli 2009 ist sie auch als Gemeindeverband konstituiert, als Kleinregion im Sinne des Regionext-Programms zur Gemeindestrukturreform der Steiermark 2010–2015.

### Agenden
Die Fachgebiete sind in 8 Arbeitsgruppen aufgeteilt, die sich aus Fachleuten und aktiven Bürgern der Region Kaindorf zusammensetzen. Durch die Mitarbeit der Bevölkerung können die Maßnahmen zur Erreichung der CO2-Neutralität somit den Wünschen der Bewohner angepasst werden.
- Energiesparen: Durch bewusste Sparmaßnahmen, technische Hilfsmittel und energiesparende Geräte soll der Energiebedarf reduziert werden und die erreichten Einsparungen durch regelmäßige Kontrollen deutlich gemacht werden.
- Mobilität: Die Errichtung von Stromtankstellen, innovative Verkehrskonzepte, Ausbau von Fuß- und Radwegen sowie die Treibstoffgewinnung aus Pflanzenöl sind wichtige Punkte dieser Arbeitsgruppe um den CO2-Ausstoß zu reduzieren. Auch wurden seitens des Vereins Elektromotorroller angekauft, die verbilligt an Einheimische weitergegeben, und verliehen werden.
- Heizen und Strom: Der Bau von ökologischen Kleinkraftwerken (z. B. Solarkraftwerk) und die Umstellung auf alternative Energien sind vorrangige Ziele dieser Gruppe. Eine vollständige Versorgung mit Ökostrom ist Planziel.
- Wohnbau und Sanierung: Beratung für Gebäudeisolierung und ähnliches
- Tourismus: Förderung des sanften nachhaltigen öko Tourismus in der Region durch Genussradwege
- Landwirtschaft:  Förderung des Humusaufbaus. Vorträge, Beratungen und Begleituntersuchungen sollen den Nutzen der Humusanreicherung aufzeigen
- Kaufverhalten und Bewusstseinsbildung: Konsumentenberatungen, Vorträge, Workshops und Projekte in der Wirtschaft stärken das Bewusstsein für ökologisches und nachhaltiges Handeln und schaffen Zusammenhalt in der Region.
- Wind und Wasser:  Nutzung von Windenergie ausbauen sowie die Wasserversorgung und -entsorgung verbessern und vorsorgen um CO2 zu reduzieren.

Mit dem Institut für Nachhaltige Techniken und Systeme der Joanneum Research wurde als Pilotprojekt ein wissenschaftlich fundiertes CO2-Bilanzmodell für die Ökoregion in Form einer Datenbank erstellt. Zusammenarbeit besteht insbesondere auch mit der Universität Graz (Projekte im Bereich Umweltsystemwissenschaften) und der Fachhochschule Kapfenberg.

## Auszeichnungen
Auszeichnungen des Projekts:
- Sieger des steirischen Gemeindewettbewerbs Zukunftsgemeinde 2007[6]
- klima:aktiv Bundes-Auszeichnung 2008
- Anerkennungspreis für Umweltinitiativen des Landes Steiermark 2008
- Klimaschutzpreis 2009, 2. Platz
- Klimaschutzpreis 2010, 2. Platz
- Fairtrade – Region 2011
- Green Brands Austria 2012–2013
- TRIGOS-Österreich & EUROPEAN CSR AWARD 2013, Malerei Herbsthofer
- Green Event 2. Platz 2013, 24-Stunden-Biken
- Green Event 1. Platz 2014, 24-Stunden-Biken
- SO:FAIR Auszeichnung 2015, Stofftragetaschen
- KEM Projekt des Jahres 2015
- Green Event 1. Platz 2015, 24-Stunden-Biken
- Best of green award Österreich 2016, 24-Stunden-Biken
- Energy Globe Styria 2016, Nominierung „Humusaufbauprojekt“
- Energy Globe Austria 2016, Nominierung „Humusaufbauprojekt“